# جيف براينت
جيف براينت (بالإنجليزية: Jeff Bryant)‏ (27 نوفمبر 1953 في المملكة المتحدة - ) هو لاعب كرة قدم بريطاني في مركز الدفاع. لعب مع إبسفليت يونايتد ونادي بورنموث ونادي ويمبلدون وTooting & Mitcham United F.C. ‏ ووالتون وهرشام ‏.